# Верх-Красноярский сельсовет
Верх-Красноярский сельсовет — сельское поселение в Северном районе Новосибирской области Российской Федерации.
Административный центр — село Верх-Красноярка.

## История
Статус и границы сельского поселения установлены Законом Новосибирской области от 2 июня 2004 года № 200-ОЗ «О статусе и границах муниципальных образований Новосибирской области»

## Население
| 2002 | 2010 | 2012 | 2013 | 2014 | 2015 | 2016 |
| ---- | ---- | ---- | ---- | ---- | ---- | ---- |
| 1167 | ↘955 | ↘937 | ↘902 | ↘888 | ↘863 | ↘852 |
| 2017 | 2018 | 2019 | 2020 | 2021 |      |      |
| ↘851 | ↘827 | ↘817 | ↘795 | ↘785 |      |      |

## Состав сельского поселения
| № | Населённый пункт | Тип населённого пункта       | Население |
| - | ---------------- | ---------------------------- | --------- |
| 1 | Алексеевка       | деревня                      | ↘89       |
| 2 | Большие Кулики   | деревня                      | ↘151      |
| 3 | Верх-Красноярка  | село, административный центр | ↘627      |
| 4 | Забоевка         | деревня                      | ↘0        |
| 5 | Новоникольское   | деревня                      | ↘82       |
| 6 | Усть-Ургулька    | деревня                      | →6        |